# Bőke Gyula
Bőke Gyula, 1862-ig Beck (Tata, 1832. november 8. – Budapest, 1918. március 5.) orvos, a MTA tagja.

## Élete
Bőke Simon (1801–1885) és Steiner Anna gyermeke. A magyarországi fülészet megalapítója. A tatai és a pesti piaristáknál, majd a Bécsi Egyetemen tanult és ugyanott lett kórházi orvos. 1859-ben Mosonmagyaróváron telepedett le, de már két évvel később a fővárosba jött, ahol fülgyógyászattal kezdett foglalkozni. E célból külföldi tanulmányútra ment, s hosszabb időt töltött Würzburgban. Visszatérve ő lett az első fülspecialista, s mint ilyen előbb a Zsidó Kórház főorvosa volt, majd kikeresztelkedése után a Rókus Kórház és a gyermekkórház osztályvezető főorvosa, 1868-ban magántanár, 1879-ben egyetemi tanár, később a fülgyógyászati klinika első igazgatója lett. Fülgyógyászati tanulmányai meghaladják a százat, az első Fülgyógyászat tankönyvének is ő a szerzője. Számos külföldi orvosi társaság tagjává választotta.

## Családja
Házastársa Freund Etelka (1843–1910) volt, Freund Benedek orvos lánya. 1891-ben feleségével megkeresztelkedett a krisztinavárosi Havas Boldogasszony római katolikus plébániatemplomban.
Lánya Bőke Kornélia (Pest, 1864. május 6. – Budapest, 1942. november 22.) volt, Vikár Béla etnográfus, műfordító felesége.

## Főbb művei
- A külhangvezetés általában és mellső és alsó falának megcsontosodása különösen (Pest, 1863)
- A süketnémaság orvosi szempontból (Magyar orvosok és természetvizsgálók nagygyűlésének munkálatai, 1864)
- A fülgyógyászat tankönyve tanulók és orvosok számára (Buda, 1868)
- A fülfolyás – otorrhoea – lényegéről (Magyar orvosok és természetvizsgálók nagygyűlésének munkálatai, 1868)
- A fülbántalmak befolyása az agyra (Magyar orvosok és természetvizsgálók nagygyűlésének munkálatai, 1879)
- A hallásról és a hallókészülékekről (Természettudományi Közlöny, 1880)
- A fülgyógyászat viszonya az orvosi tudomány többi ágaihoz – A csecsnyújtvány üregének megnyitásáról (Magyar orvosok és természetvizsgálók nagygyűlésének munkálatai, 1890)
- A gyermekek testi ápolásáról. Többekkel. (Budapest, 1891)
- A hallóképesség vizsgálatáról tettetőknél és annak értékesítéséről kórjelzés és kórjóslati irányban. A magyar orvosok és természettudósok Brassóban tartott vándorgyűlésén előadta. (Budapest, 1892)
- Ritkábban előforduló sérüléses fülbántalmak. A fül epitheliomája és a rádiumkezelés (Budapesti Orvosi Ujság, 1904)
- A fülgyógyászat fontosságáról az orvosi gyakorlatban (Magyar orvosok és természetvizsgálók nagygyűlésének munkálatai, 1905)